# Aphidius viaticus
Aphidius viaticus är en stekelart som först beskrevs av Sedlag 1969.  Aphidius viaticus ingår i släktet Aphidius och familjen bracksteklar. Arten är reproducerande i Sverige. Inga underarter finns listade i Catalogue of Life.